# Rio Ampoi
O Rio Ampoi é um rio da Romênia afluente do rio Mureş, localizado no distrito de Alba.